# Tuberaleyrodes spiniferosa
Tuberaleyrodes spiniferosa là một loài côn trùng cánh nửa trong họ Aleyrodidae, phân họ Aleyrodinae.
Tuberaleyrodes spiniferosa được Corbett miêu tả khoa học đầu tiên năm 1933.